# Thomas Francis Kennedy
Thomas Francis Kennedy (ur. 23 marca 1858 w Conshohocken, zm. 28 sierpnia 1917) – amerykański duchowny rzymskokatolicki, arcybiskup, rektor Papieskiego Kolegium Północnoamerykańskiego w Rzymie.

## Biografia
24 lipca 1887 otrzymał święcenia prezbiteriatu z rąk wikariusza generalnego Rzymu kard. Lucido Marii Parocchiego i został kapłanem archidiecezji filadelfijskiej.
14 czerwca 1901 został rektorem Papieskiego Kolegium Północnoamerykańskiego. 16 grudnia 1907 papież Pius X mianował go biskupem tytularnym hadrianopolitańskim. 29 grudnia 1907 przyjął sakrę biskupią z rąk prefekta Świętej Kongregacji Rozkrzewiania Wiary kard. Girolamo Marii Gottiego OCD. Współkonsekratorami byli arcybiskup San Francisco Patrick William Riordan oraz biskup tytularny filadelfijski (w Lidii) William Giles. Był pierwszym rektorem Papieskiego Kolegium Północnoamerykańskiego, który w czasie pełnienia tego urzędu został obdarzony godnością biskupią.
17 czerwca 1915 bp Kennedy otrzymał od papieża Benedykta XV arcybiskupstwo tytularne Seleucia in Isauria. Rektorem Papieskiego Kolegium Północnoamerykańskiego był do śmierci 28 sierpnia 1917.